# Wydział Energetyki i Paliw Akademii Górniczo-Hutniczej w Krakowie
Wydział Energetyki i Paliw AGH (WEiP) – jeden z 18 wydziałów Akademii Górniczo-Hutniczej im. Stanisława Staszica w Krakowie. Siedziba wydziału znajduje się w budynku D-4 na terenie kampusu AGH przy al. Adama Mickiewicza 30. 

## Historia
Tradycje wydziału wywodzą się z Zakładu Chemii Górniczej, istniejącego w latach 1946–1971 na Wydziale Górniczym oraz Zakładu Koksownictwa, istniejącego w latach 1956–1973 na Wydziale Metalurgicznym. W 1974 na bazie tych dwóch jednostek został utworzony Instytut Energochemii Węgla i Fizykochemii Sorbentów, na prawach wydziału AGH. Instytut ten zajmował się przede wszystkim energochemicznym przetwórstwem węgla.
28 maja 1991 Senat Akademii Górniczo-Hutniczej przekształcił instytut w Wydział Energochemii Węgla i Fizykochemii Sorbentów.
Uchwałą Senatu Akademii Górniczo-Hutniczej z dnia 27 kwietnia 1994 na wydziale otwarto nową specjalność – paliwa i energia, w ramach prowadzonego kierunku kształcenia.
19 kwietnia 1995 senat uczelni zmienił nazwę wydziału na Wydział Paliw i Energii.
W kwietniu 2003 powstałą Międzywydziałowa Szkoła Energetyki, której współzałożycielem był Wydział Paliw i Energii.
W grudniu 2009 połączono Wydział Paliw i Energii z Międzywydziałową Szkołą Energetyki. Równocześnie zmieniono nazwę wydziału na obecną.

## Struktura
Wydział składa się z następujących jednostek:
- Katedra Energetyki Jądrowej i Radiochemii
- Katedra Energetyki Wodorowej
- Katedra Maszyn Cieplnych i Przepływowych
- Katedra Podstawowych Problemów Energetyki
- Katedra Technologii Paliw
- Katedra Zrównoważonego Rozwoju Energetycznego

## Kierunki i specjalności
Obecnie wydział kształci studentów na następujących kierunkach i specjalnościach:
- Energetyka
  - specjalności:
    - Ciepłownictwo, ogrzewnictwo i klimatyzacja
    - Energetyka jądrowa
    - Energetyka wodorowa
    - Modelowanie komputerowe w energetyce
    - Systemy, maszyny i urządzenia energetyczne
    - Systemy sterowania i zarządzania w elektroenergetyce
    - Zrównoważony rozwój energetyczny
    - Sustainable energy development (specjalność prowadzona w j. angielskim)
- Technologia chemiczna
  - specjalności:
    - Analityka przemysłowa i środowiskowa
    - Gospodarka paliwami i energią
    - Proekologiczne procesy inżynierii i technologii chemicznej
    - Technologia paliw
    - Technologie chemiczne w energetyce
    - Sustainable Fuels Economy (specjalność prowadzona w j. angielskim)
    - Clean Fossil and Alternative Fuels Energy (specjalność prowadzona w j. angielskim)

Zajęcia w ramach specjalności prowadzone są na studiach II stopnia.

## Władze
Kadencja 2024–2028:
- Dziekan: prof. dr hab. Monika Motak
- Prodziekan ds. Rozwoju: dr hab. inż. Katarzyna Styszko, prof. AGH
- Prodziekan ds. Współpracy i Nauki: dr hab. inż. Artur Wyrwa, prof. AGH
- Prodziekan ds. Studenckich: dr inż. Katarzyna Kapusta
- Prodziekan ds. Kształcenia: dr inż. Bogdan Samojeden